# Gare de Blainville - Damelevières
La gare de Blainville - Damelevières est une gare ferroviaire française de la ligne de Noisy-le-Sec à Strasbourg-Ville (Paris - Strasbourg), située sur le territoire de la commune de Damelevières, à proximité de Blainville-sur-l'Eau, dans le département de Meurthe-et-Moselle, en région Grand Est.
C'est une gare de la Société nationale des chemins de fer français (SNCF) desservie par des trains TER Grand Est.

## Situation ferroviaire
La gare de bifurcation de Blainville - Damelevières est située au point kilométrique (PK) 375,464 de la ligne de Noisy-le-Sec à Strasbourg-Ville, entre les gares de Rosières-aux-Salines et de Mont-sur-Meurthe. Elle est aussi l'origine de la ligne de Blainville - Damelevières à Lure, suivie par la gare d'Einvaux. Son altitude est de 218 m.

## Histoire
Le bâtiment voyageurs date probablement des années 1850. Il partage la disposition et le style néo-classique de la gare de Frouard mais possède une façade plus dépouillée, sans entablements au-dessus des linteaux et dépourvue d'arcs en plein cintre côté rue. Un bâtiment annexe, servant de buffet, se trouvait à gauche de la gare.
Au cours de la seconde moitié du XXe siècle[Quand ?], le bâtiment a été rénové ce qui a fortement altéré son aspect d'origine, le corps central ne comportant plus que quatre travées. Les deux ailes ont une toiture à croupe ; l'aile droite a été entièrement reconstruite et le buffet a été démoli.
En 1965, le triage de Blainville - Damelevières expédiait en moyenne 1 900 wagons par jour. Affecté au régime ordinaire (RO), il gère le trafic marchadises des Vosges et du sud de la Lorraine. Il est alors le quatrième triage français.
En 2008 et 2009, la gare bénéficie d'une réfection des quais, d'une rénovation du bâtiment voyageurs, de l'aménagement de l'aire de stationnement et des entrées, de la pose de nouveaux abris et de mobilier et du renouvellement de la signalétique.
Selon les estimations de la SNCF, la fréquentation annuelle de la gare figure dans le tableau ci-dessous.
| Année                      | 2015    | 2016    | 2017    | 2018    | 2019    | 2020    | 2021    | 2022    | 2023    | 2024    |
| -------------------------- | ------- | ------- | ------- | ------- | ------- | ------- | ------- | ------- | ------- | ------- |
| Voyageurs seuls            | 295 781 | 279 193 | 264 277 | 246 147 | 251 380 | 177 687 | 216 220 | 275 526 | 313 619 | 321 175 |
| Voyageurs et non voyageurs | 369 727 | 348 991 | 330 346 | 307 683 | 314 225 | 222 109 | 270 275 | 344 407 | 392 024 | 401 469 |

## Service des voyageurs

### Accueil
Gare SNCF, elle dispose d'un bâtiment voyageurs, avec guichet, ouvert du lundi au vendredi et fermé les samedis, dimanches et jours fériés. Elle est équipée d'automates pour l'achat de titres de transport.

### Desserte
Blainville - Damelevières est desservie par les trains TER Grand Est qui effectuent des missions entre les gares : de Nancy-Ville et d'Épinal, ou  de Remiremont ; de Nancy-Ville et d'Épinal, ou de Belfort ; de Nancy-Ville et de Saint-Dié ; de Nancy-Ville et de Lunéville ; de Nancy-Ville et de Sarrebourg.

### Intermodalité
Un parking pour les véhicules y est aménagé.

## Service des marchandises
La gare de Blainville - Damelevières est ouverte au service du fret.